# Holden HJ
Holden HJ — серия автомобилей производства австралийской компании Holden. Впервые были представлены 4 октября 1974 года. Являются фейслифтинговыми версиями выпускавшихся с 1971 года Holden HQ. 

## Модельный ряд
Все модели HJ, за исключением One Tonner, были легко идентифицированы из HQ по квадратной фронтальной обработке с круговыми указателями поворота. Задняя часть моделей седана отличалась новым бампером и треугольными задними фонарями, в то время как все остальные типы кузова сохранили стиль задней части предыдущего HQ. Седан и универсал также имели пересмотренные задние части.
Модельный ряд состоял из четырёхдверного седана и пятидверного универсала. Комплектации:
- Belmont (седан);
- Belmont (универсал);
- Kingswood (седан);
- Kingswood (универсал);
- Premier (седан)[4];
- Premier (универсал).

Premier отличался от более дешёвых моделей фронтальной обработкой с четырьмя фарами. У универсалов колёсная база была на 76,2 мм длиннее, чем у седанов.
Ориентированный на производительность модельный ряд Monaro включал двухдверные купе и четырёхдверные седаны:
- Monaro LS (купе)[6];
- Monaro GTS (купе);
- Monaro GTS (седан).

Производными моделями являлись:
- Utility;
- Kingswood Utility;
- Panel Van;
- One Tonner (шасси).

Также выпускались автомобили специального назначения:
- Sandman (кодовые обозначения XX7 и XU3);
- Ambulance (кодовое обозначение BO6).

Базовые модели ютов и панельных фургонов не носили название Belmont, которое применялось к их эквивалентам серии HQ, и они продавались просто как Holden Utility и Holden Panel Van соответственно, в то время как варианты Sandman оснащались различными функциями от моделей Monaro GTS.

Варианты шасси выпускались до 1980 года под названием Holden One Tonner.

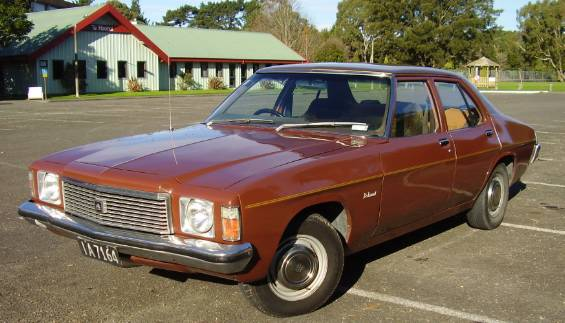
Holden Belmont (седан)
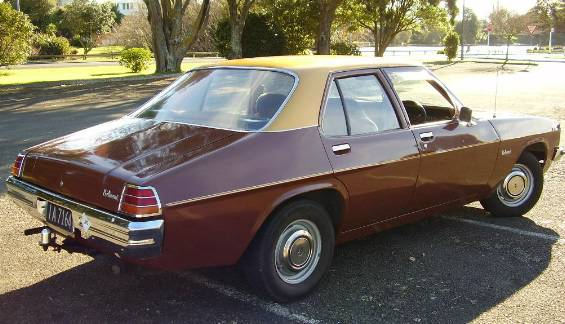
Holden Belmont (седан)
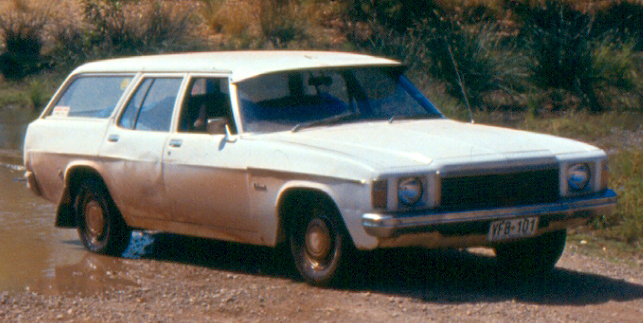
Holden Belmont (универсал)
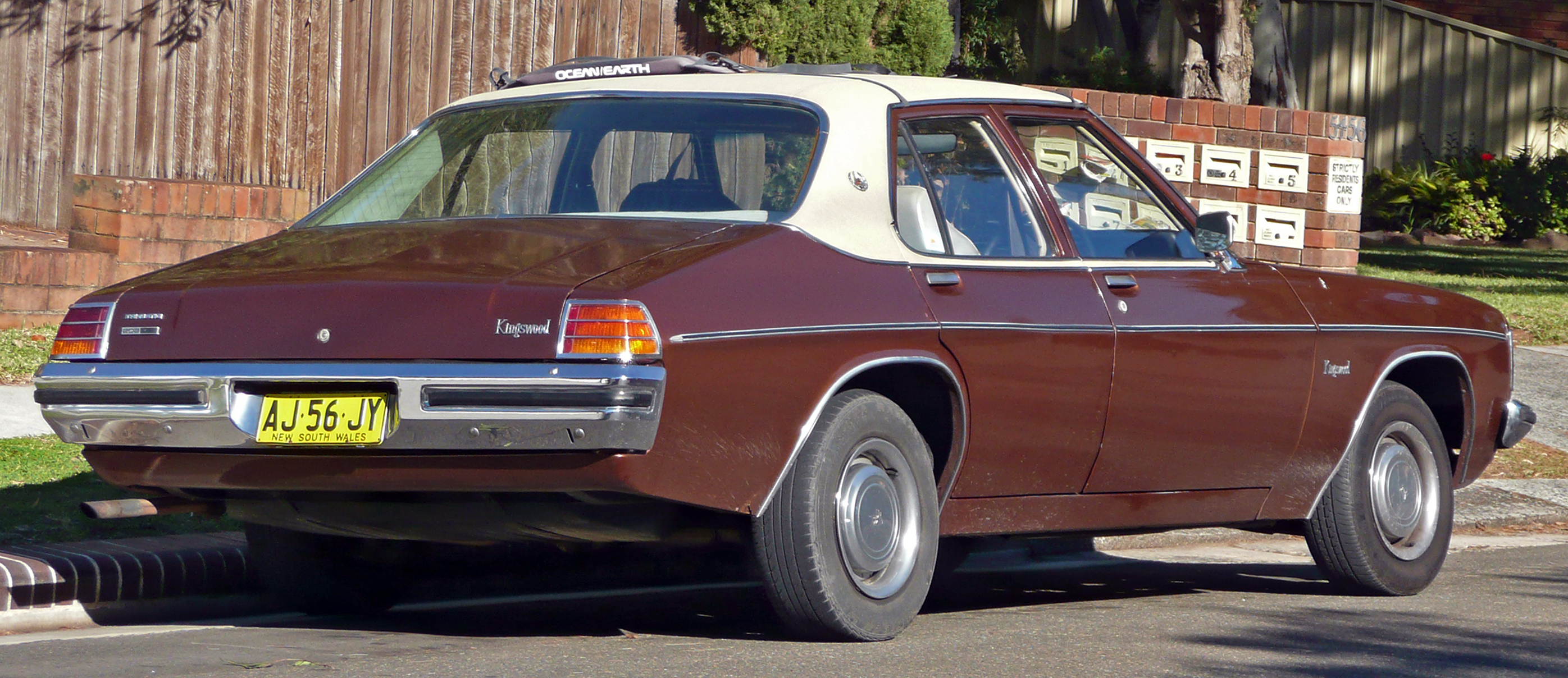
Holden Kingswood (седан)
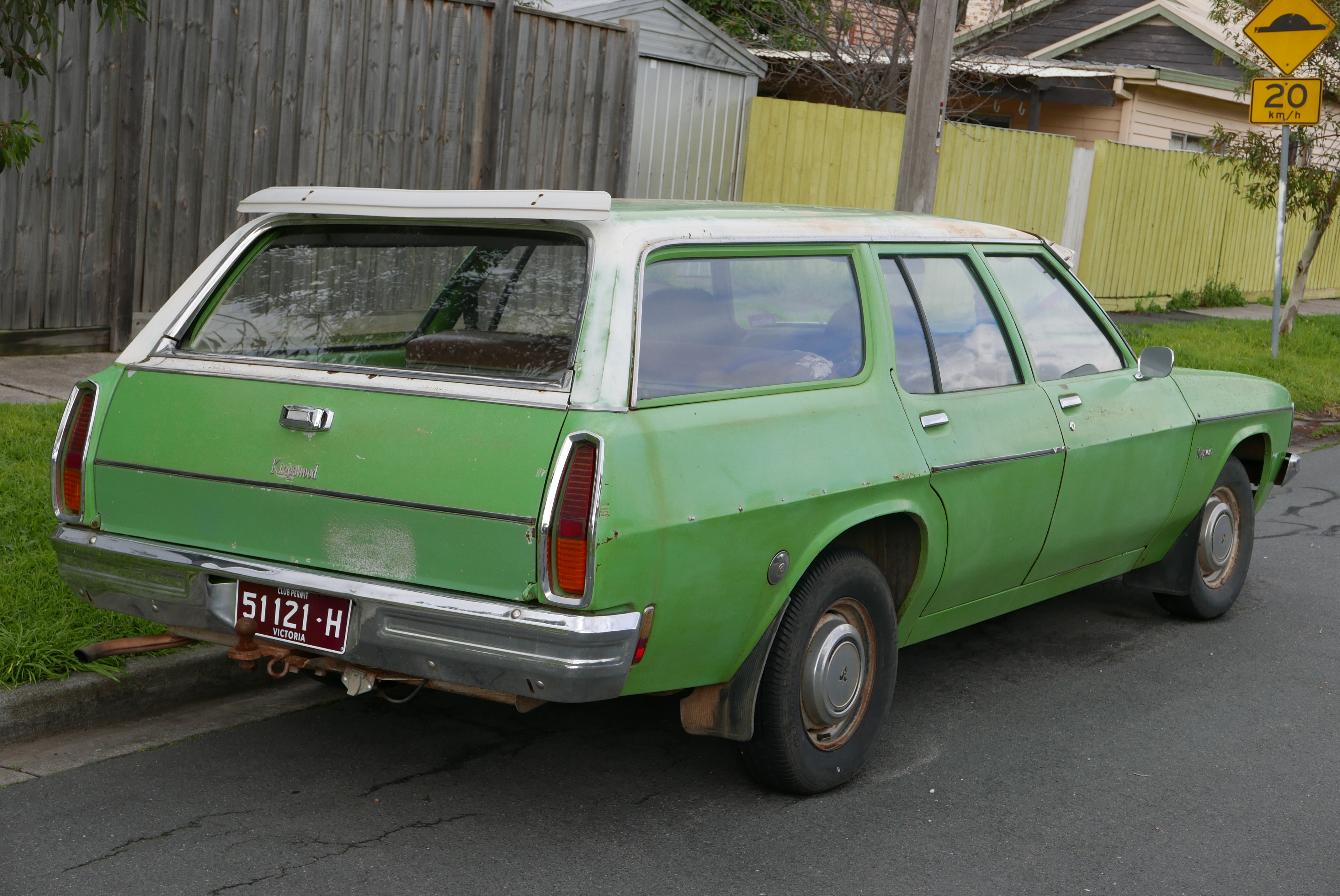
Holden Kingswood (универсал)
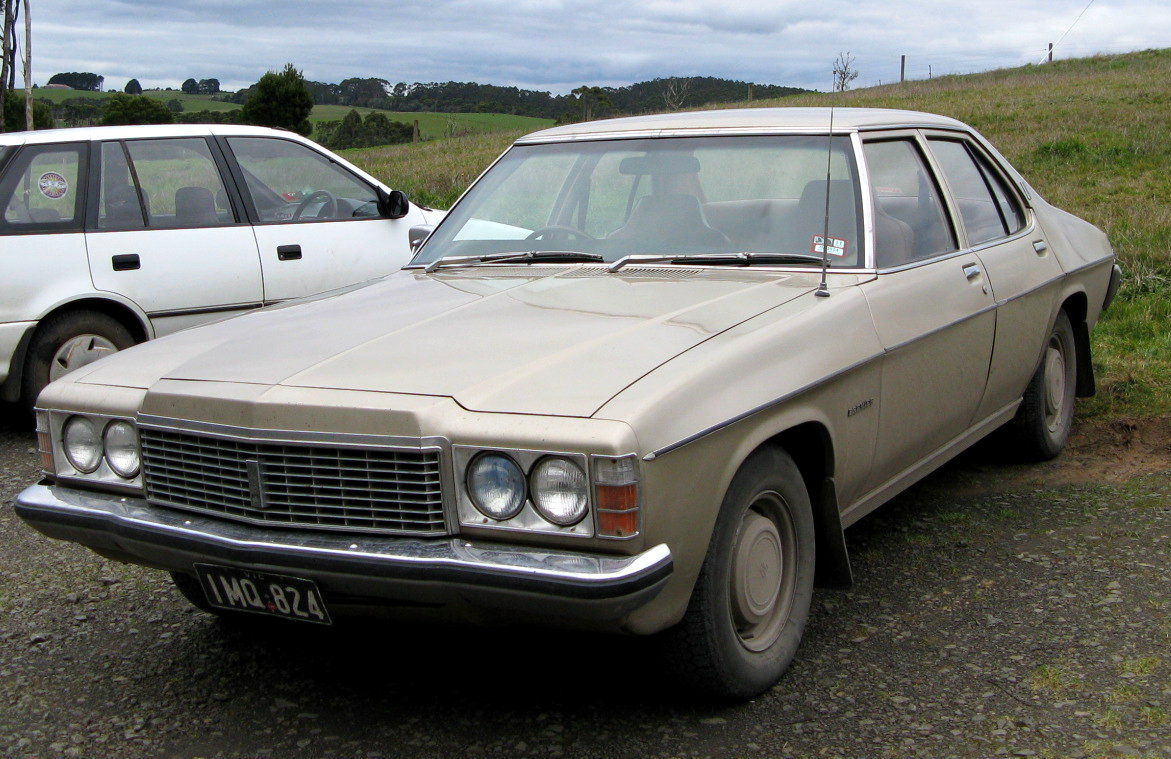
Holden Premier (седан)
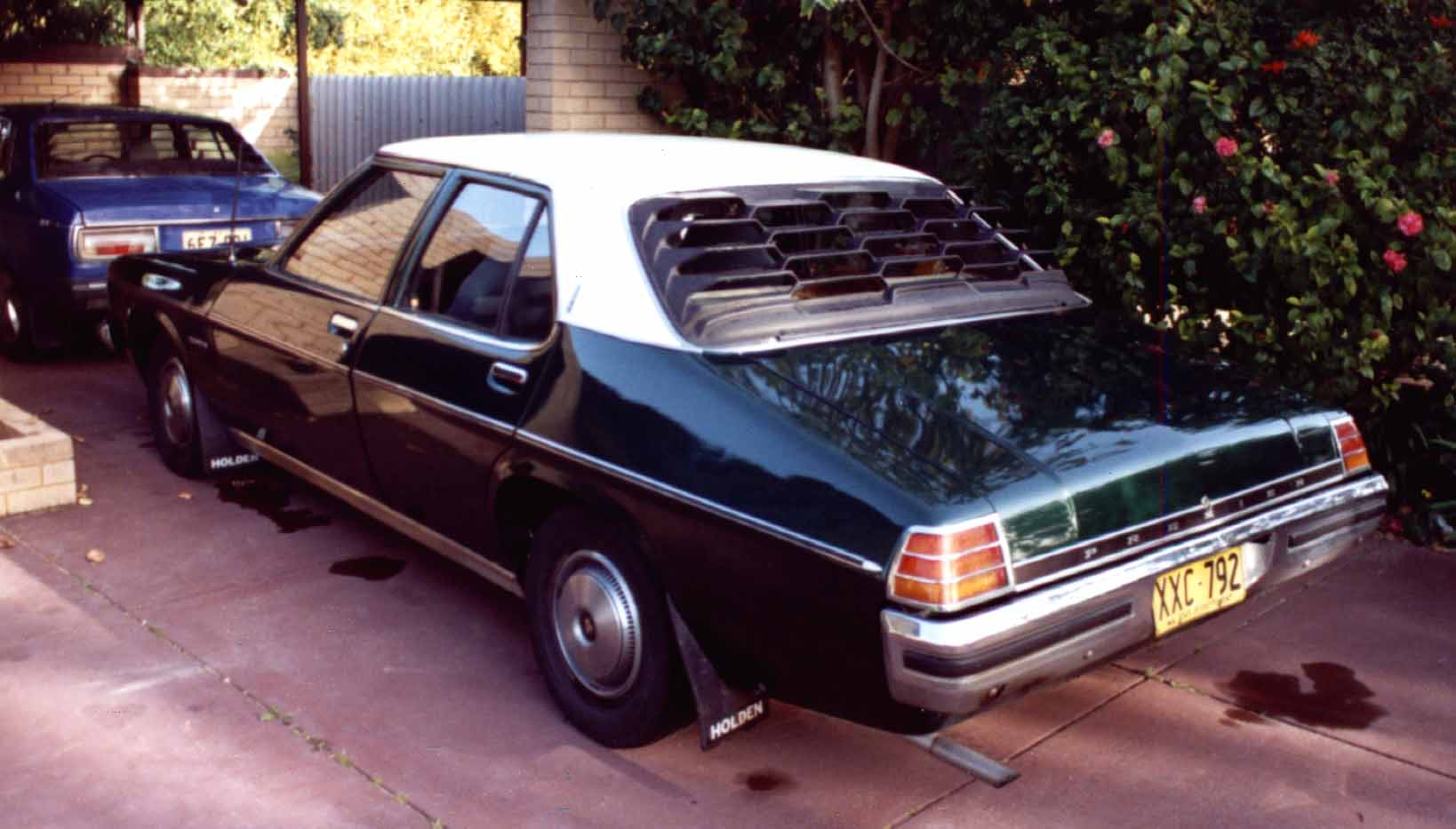
Holden Premier (седан)
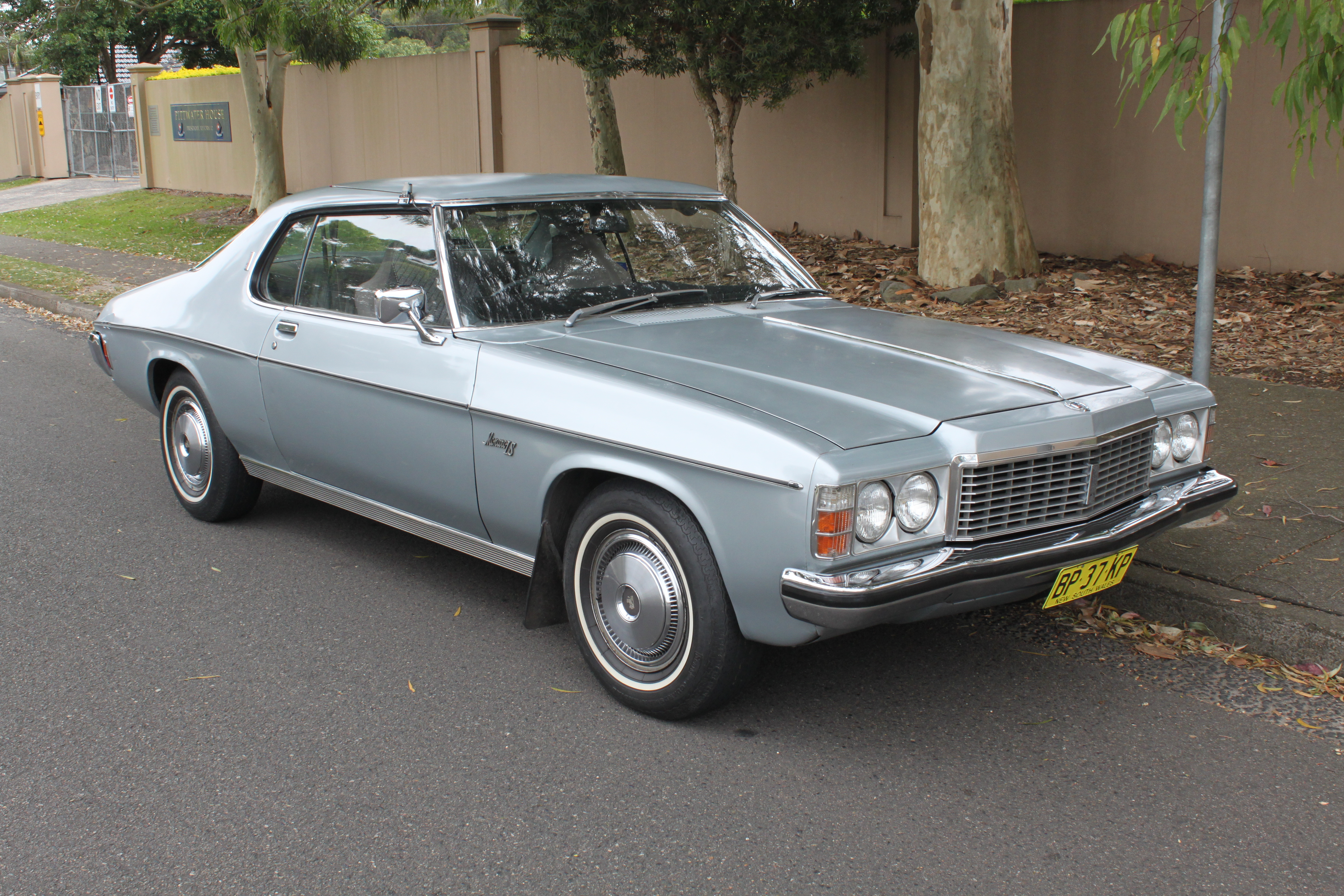
Holden Monaro LS
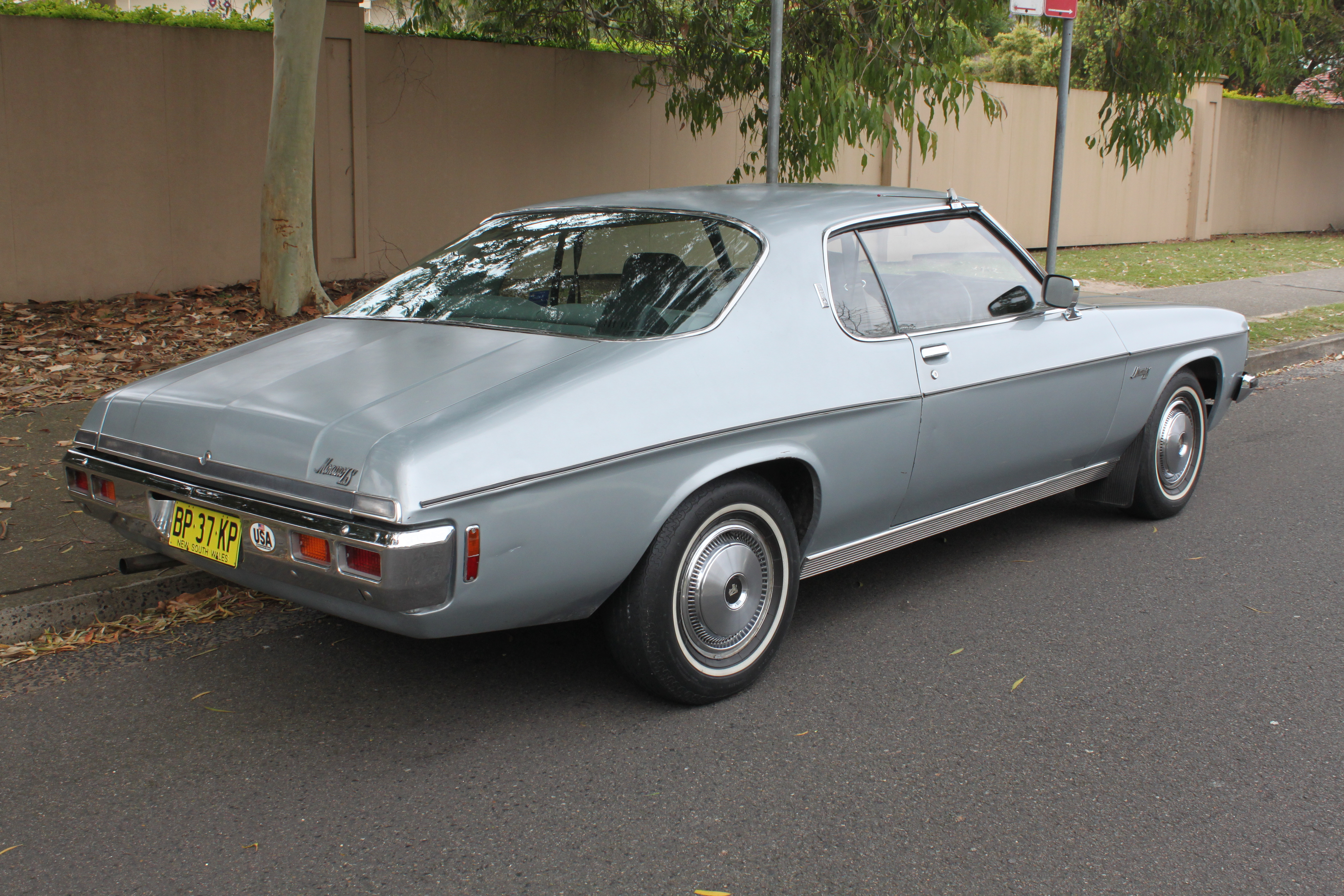
Holden Monaro LS
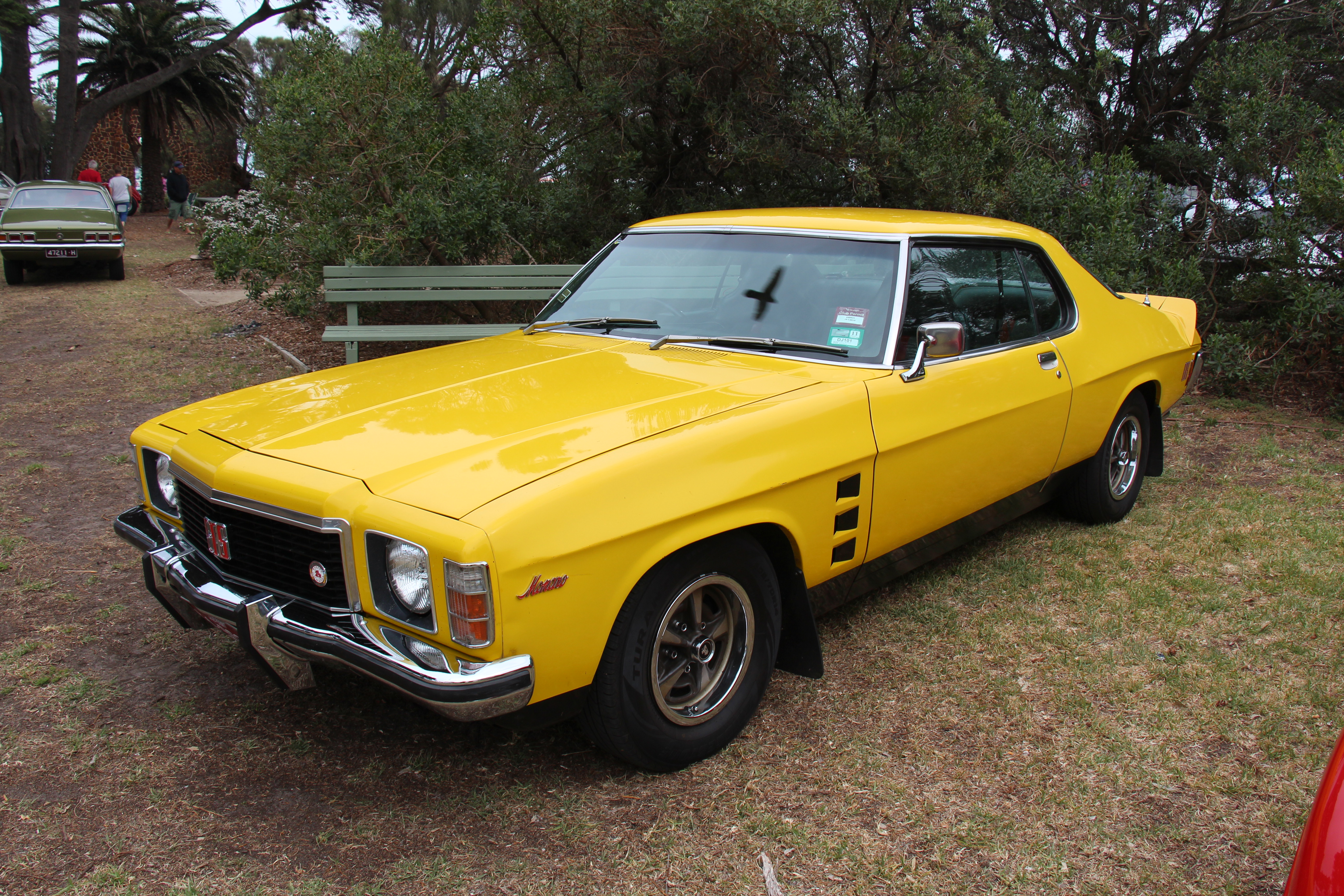
Holden Monaro GTS (купе)
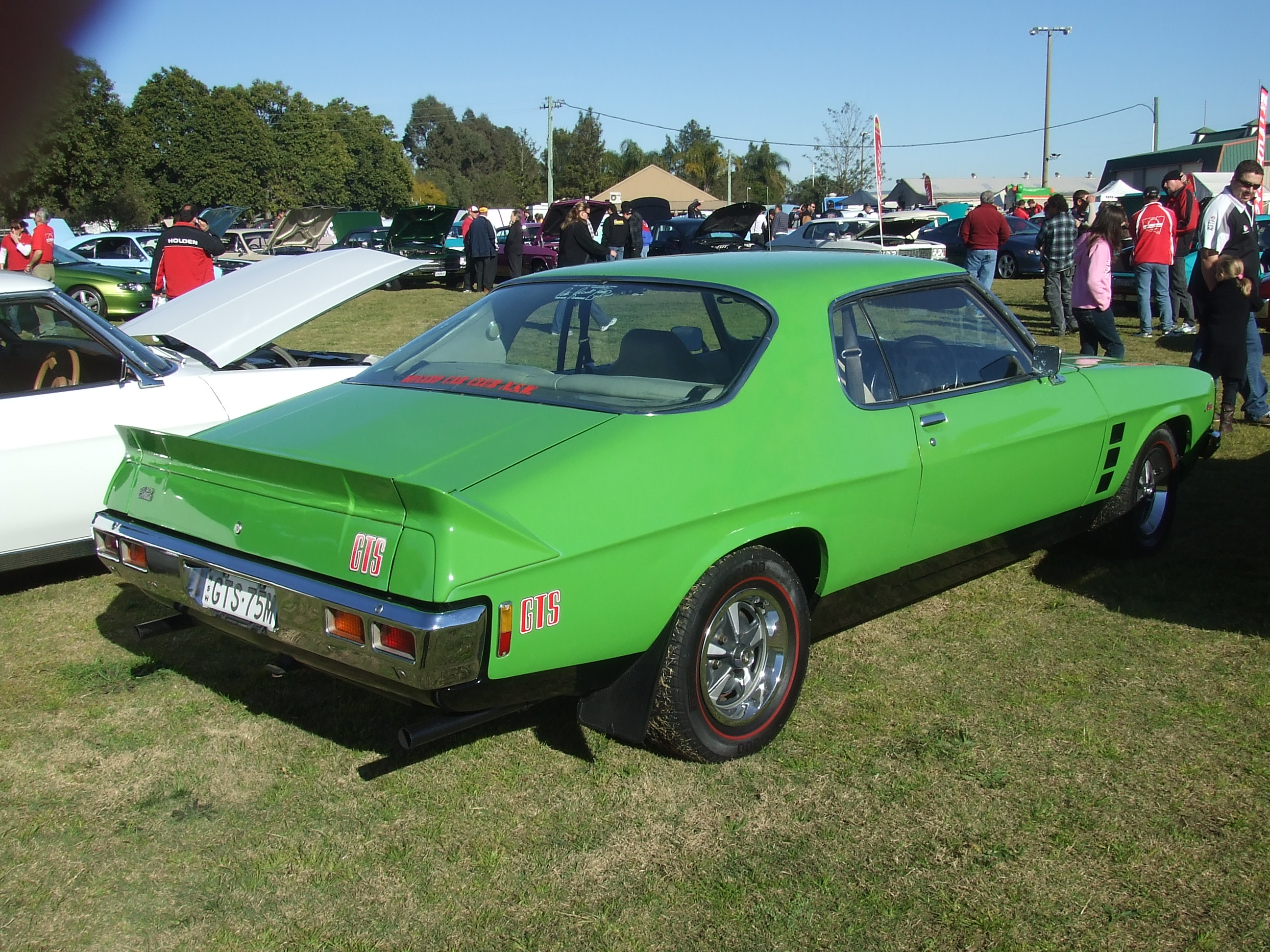
Holden Monaro GTS (купе)
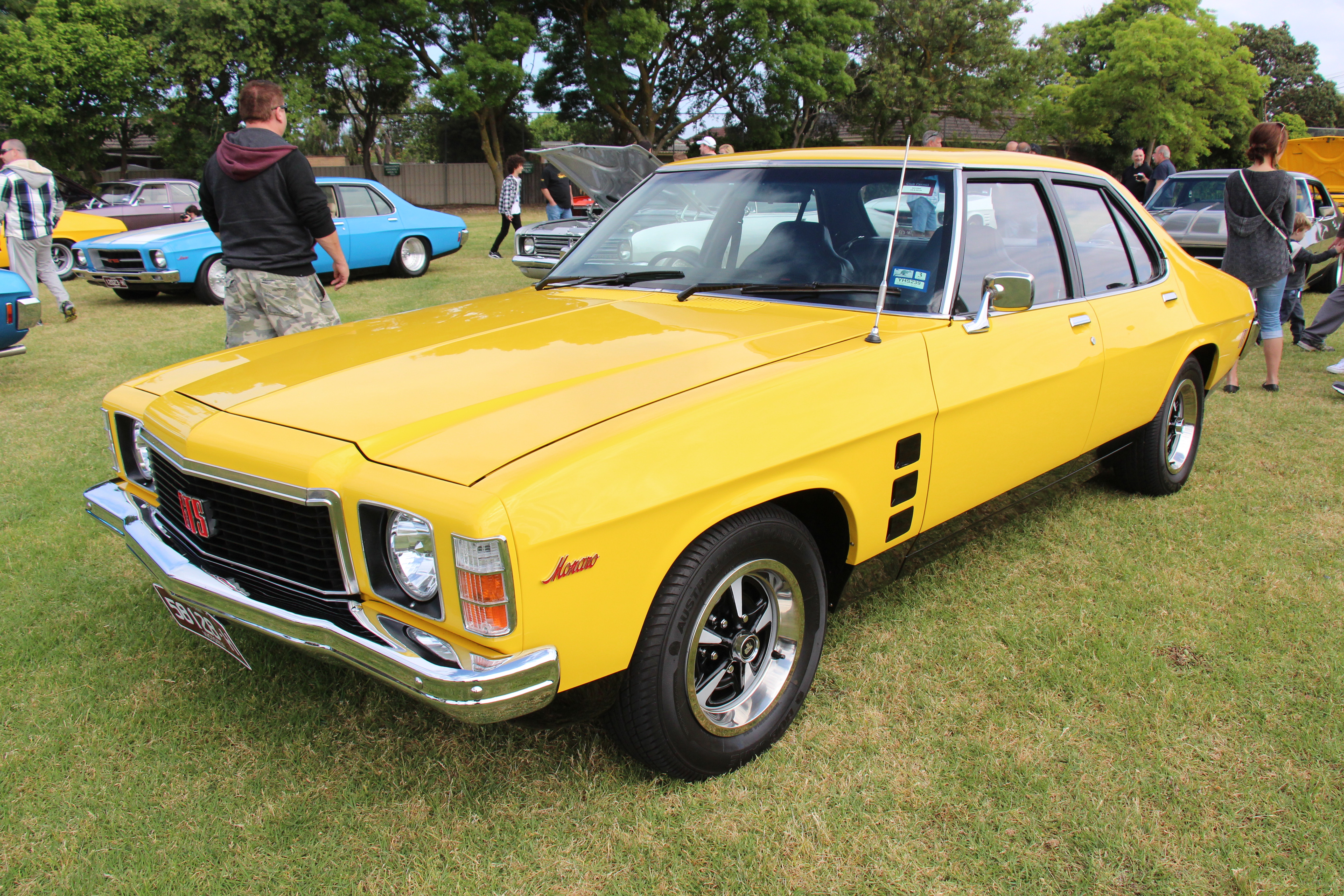
Holden Monaro GTS (седан)
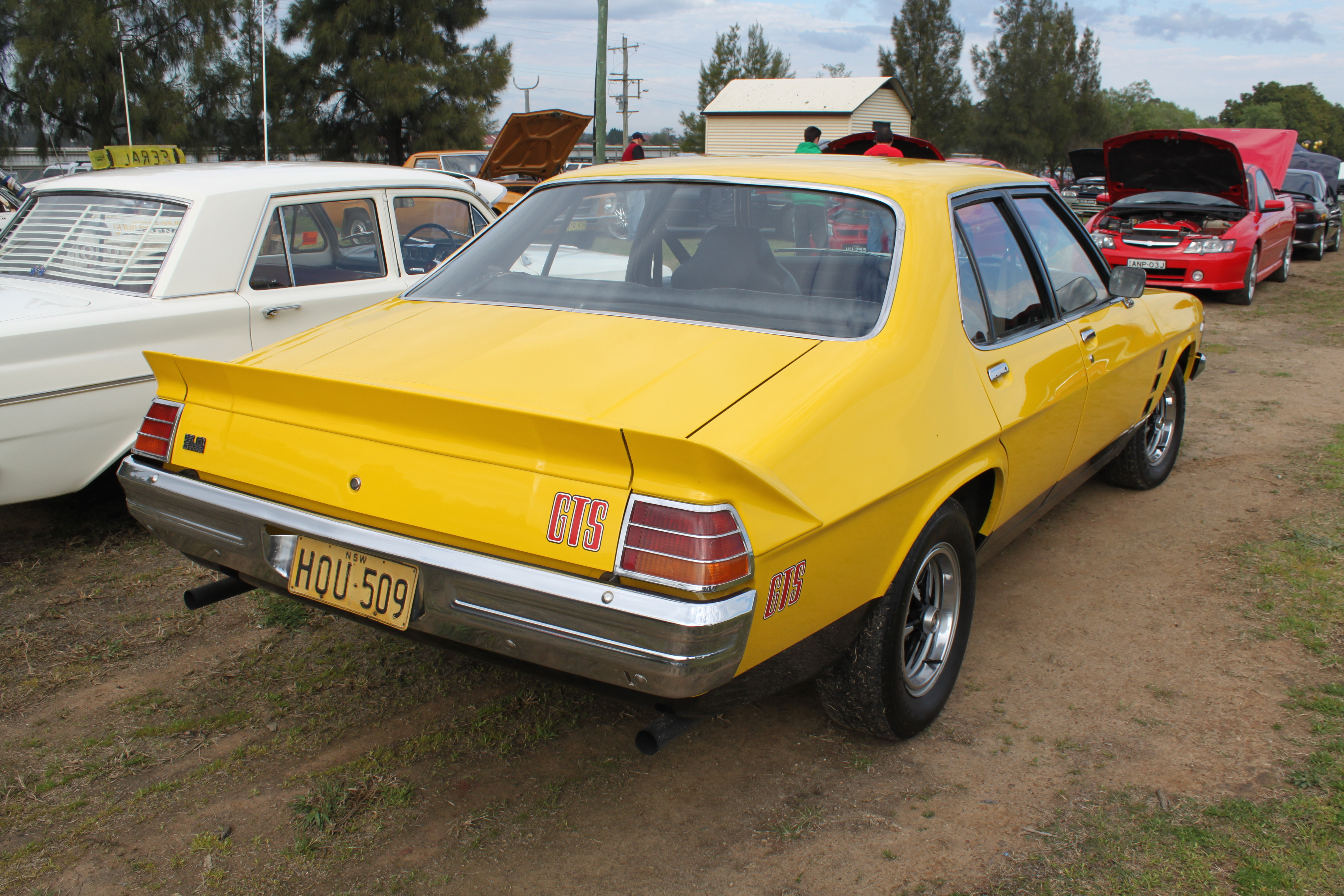
Holden Monaro GTS (седан)
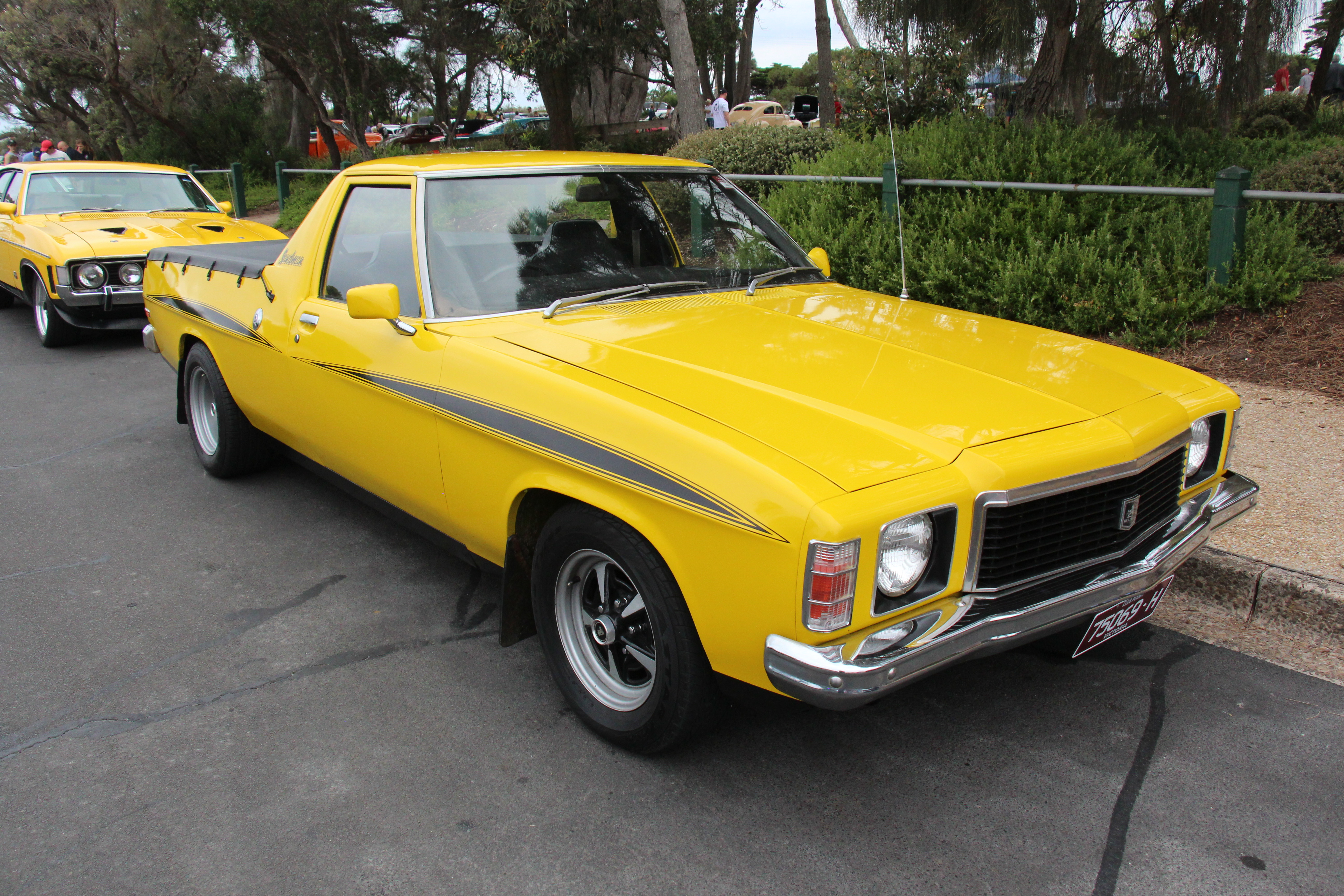
Holden Utility с опцией Sandman
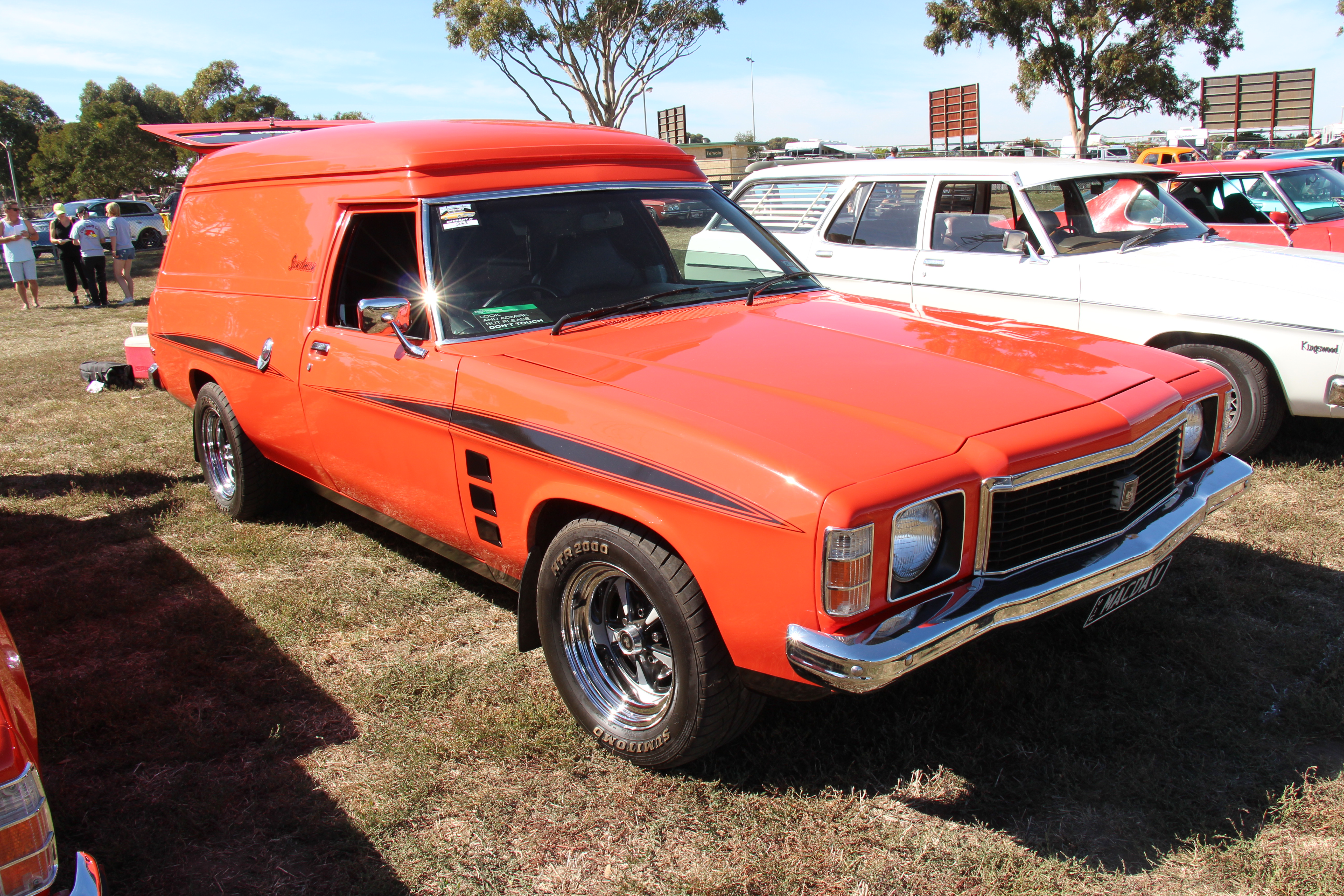
Holden Panel Van с опцией Sandman
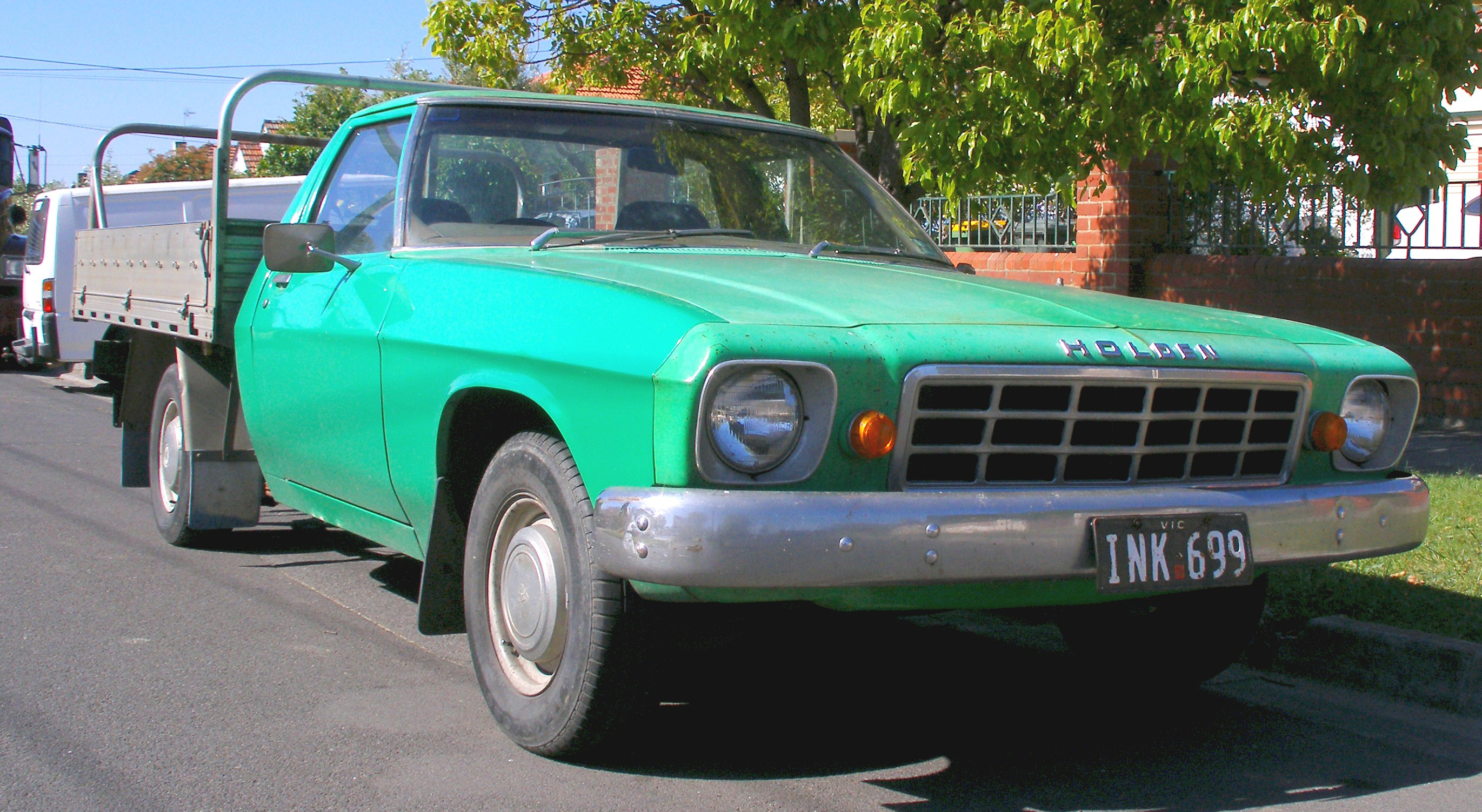
Holden One Tonner
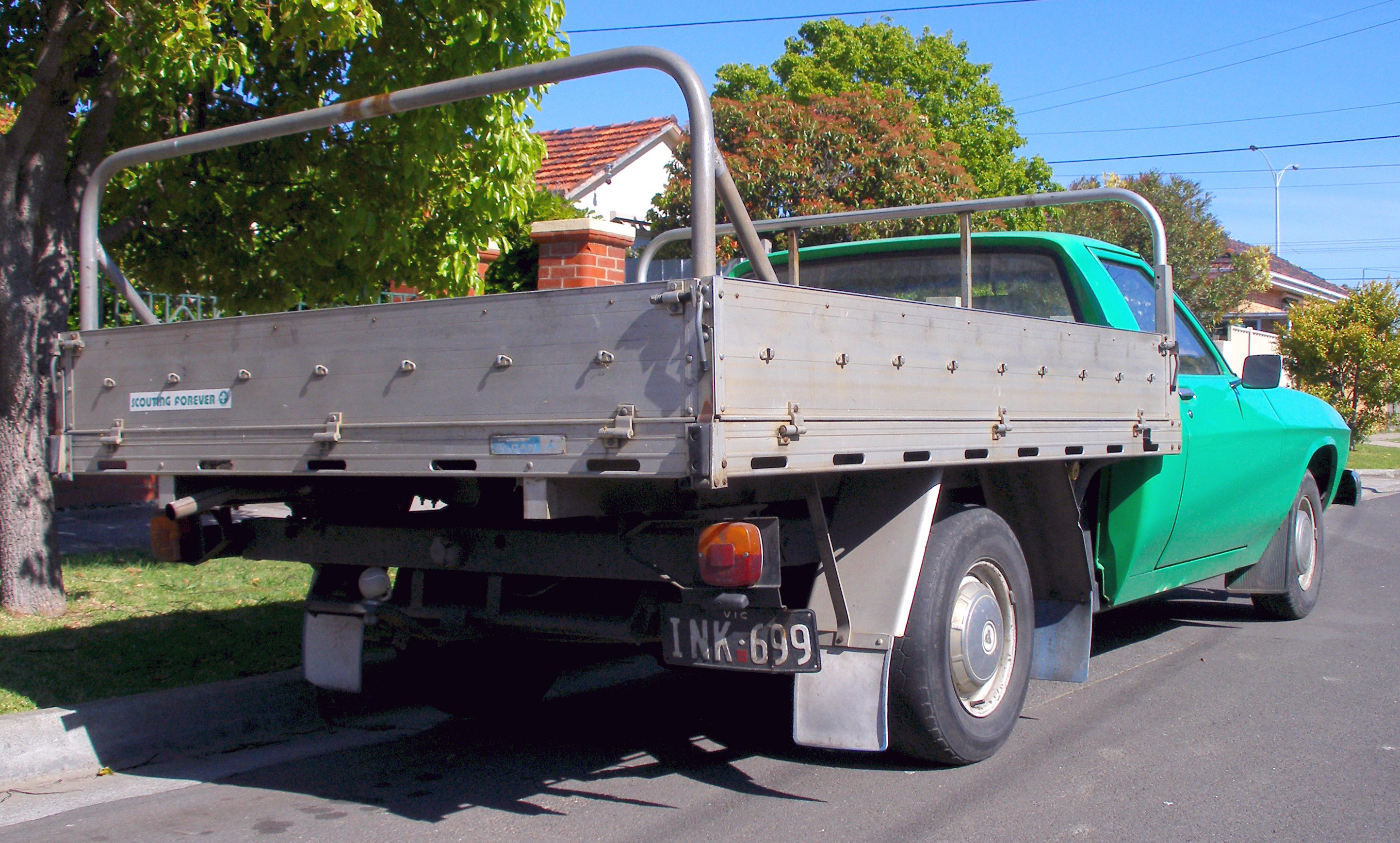
Holden One Tonner

## Двигатели
В разное время автомобили Holden HJ оснащались рядными шестицилиндровыми двигателями объёмом 2,8—3,3 л, а также двигателями V8 объёмом 4,2—5,0 л.

## Производство
В июле 1976 года Holden HJ был снят с производства. Всего было выпущено, в общей сложности, 176202 автомобиля.

## Statesman HJ

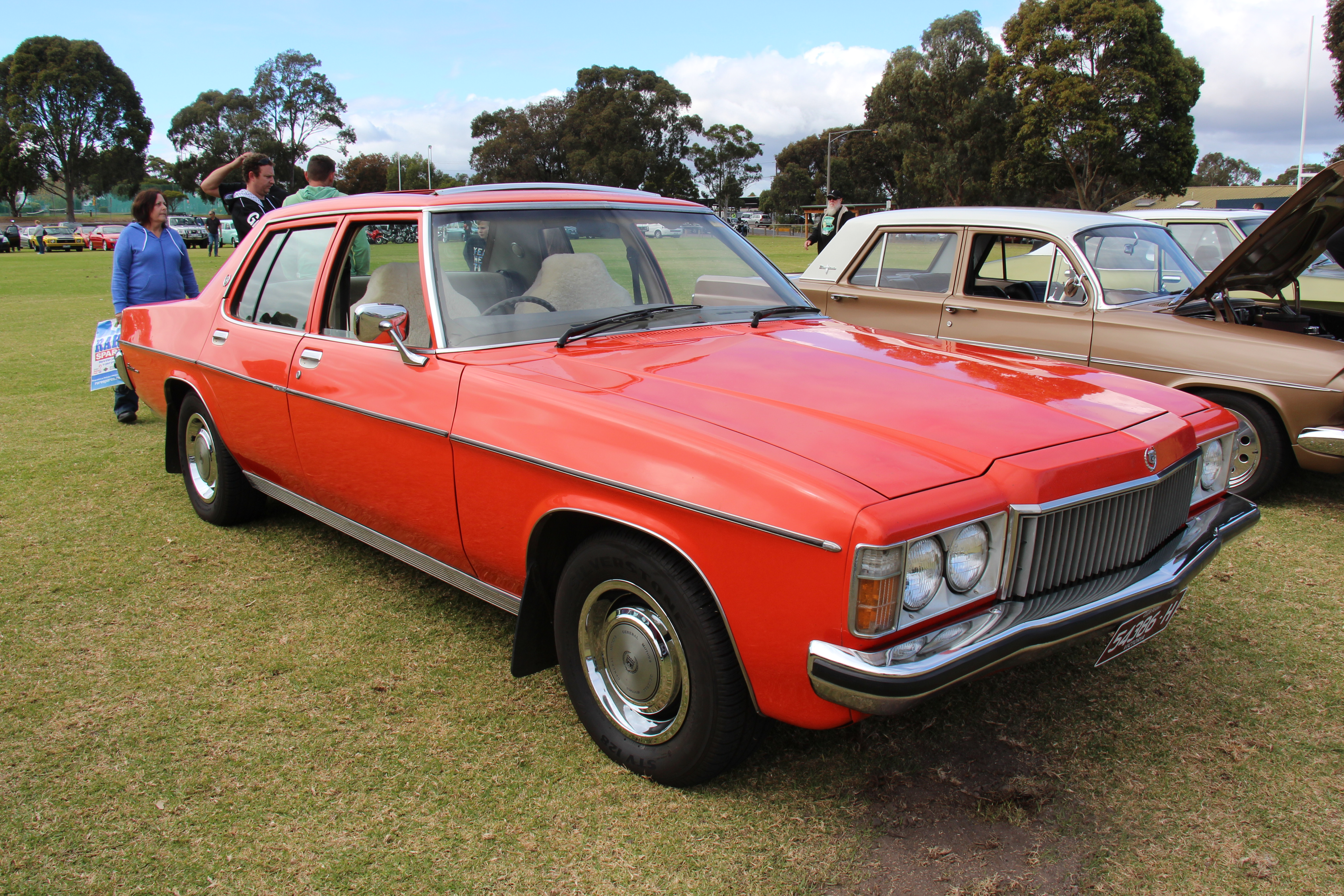
Statesman De Ville (HJ)

Седаны Statesman HJ с длинной колёсной базой на основе Holden HJ также выпускались с 1974 года.